# Rennbahnpark

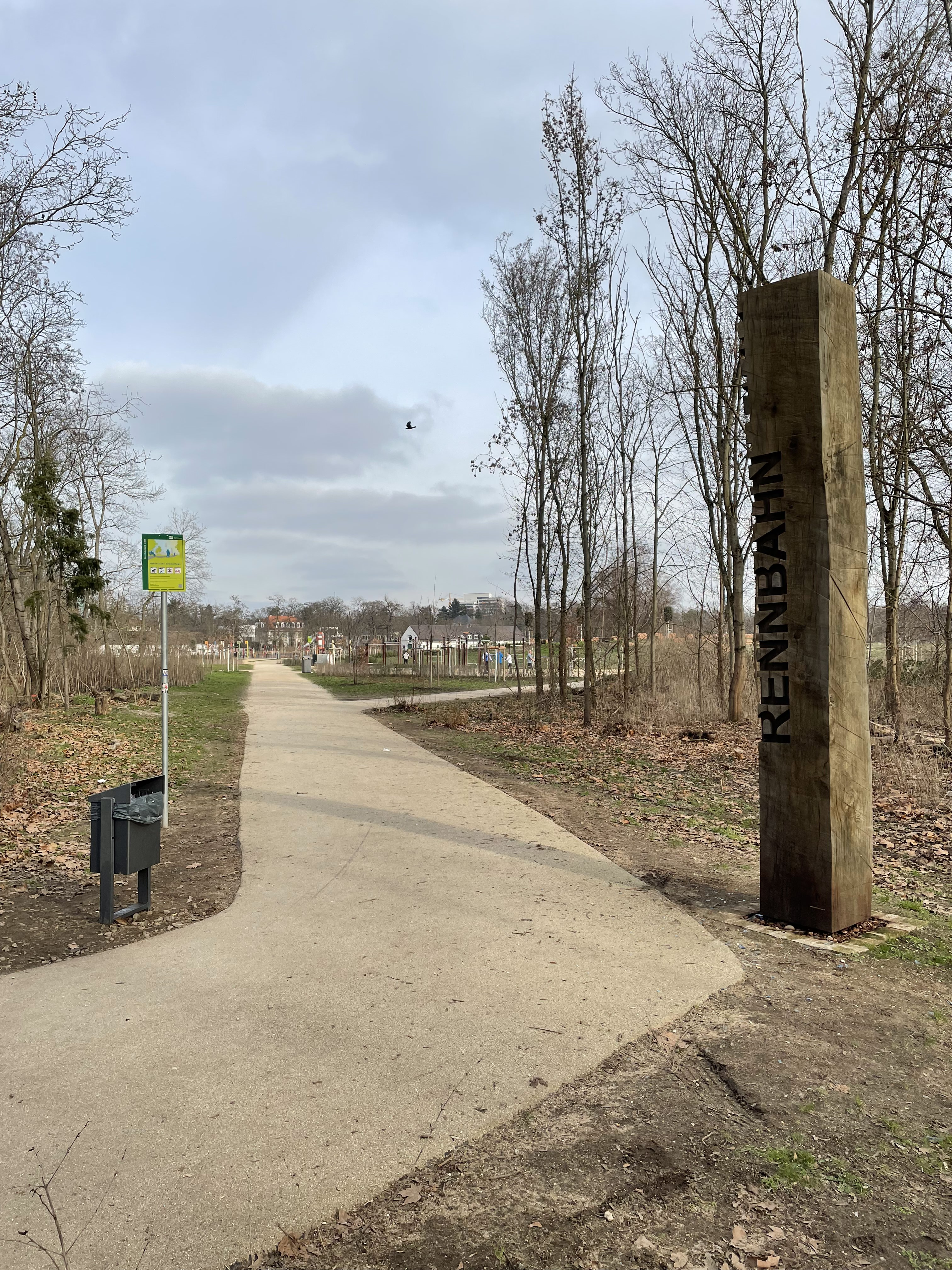
Rennbahnpark Eingang

Der Rennbahnpark ist eine Parkanlage in Frankfurt am Main. Der etwa 14 Hektar große Park liegt am östlichen Rand von Niederrad und ist nach der ehemals dort befindlichen Pferderennbahn benannt. Die Grünanlage wurde im September 2022 eröffnet.

## Lage und Anbindung
Der Park befindet sich im Stadtteil Sachsenhausen-Süd, wird jedoch aufgrund der Nähe zum Stadtteil Niederrad meist diesem zugeordnet. Er grenzt im Westen an die Rennbahnstraße, im Norden an die Niederräder Landstraße und im Süden an die DFB-Akademie. Das Gelände ist über die Haltestelle Niederräder Landstraße mit verschiedenen Straßenbahnlinien und dem Bus erreichbar.

## Entstehung und Konzeption
Nachdem das Ende der Rennbahnnutzung und des mittig gelegenen Golfplatzes absehbar war, wurde ab dem Jahr 2015 mit der Planung begonnen. Die Wünsche der Bürgerinnen und Bürger flossen mit Hilfe von Workshops, Online-Umfragen und Bürgerversammlungen in die Planung ein. Im Zentrum des Parks blieben die ökologisch wertvollen Sandmagerrasen erhalten. Die durch die Golfplatznutzung entstandenen Sandbunker, der Baumbestand und ein Teich wurden in das Konzept integriert. Der zentrale Bereich wird durch einen Rundweg, der die Form der ehemaligen Rennbahn aufnimmt, gefasst und vom intensiv genutzten, zweiten Bereich abgegrenzt. In diesem befinden sich Angebote zur Freizeitnutzung, wie unter anderem eine Calisthenics-Anlage und ein Spielplatz. Wiesenflächen unterschiedlicher Größe bieten Platz für Fitness und Erholung. Die dritte, das Gebiet umrahmende Zone umfasst die Eingänge zum Park und einen bestehenden Baum- und Gehölzgürtel. Die Wegeführung reicht vom Rennbahnpark zum Stadtwald und, über den Elli-Lucht-Park, zum Mainufer und ist damit eine wichtige GrünGürtel-Verbindung.

## Fotogalerie

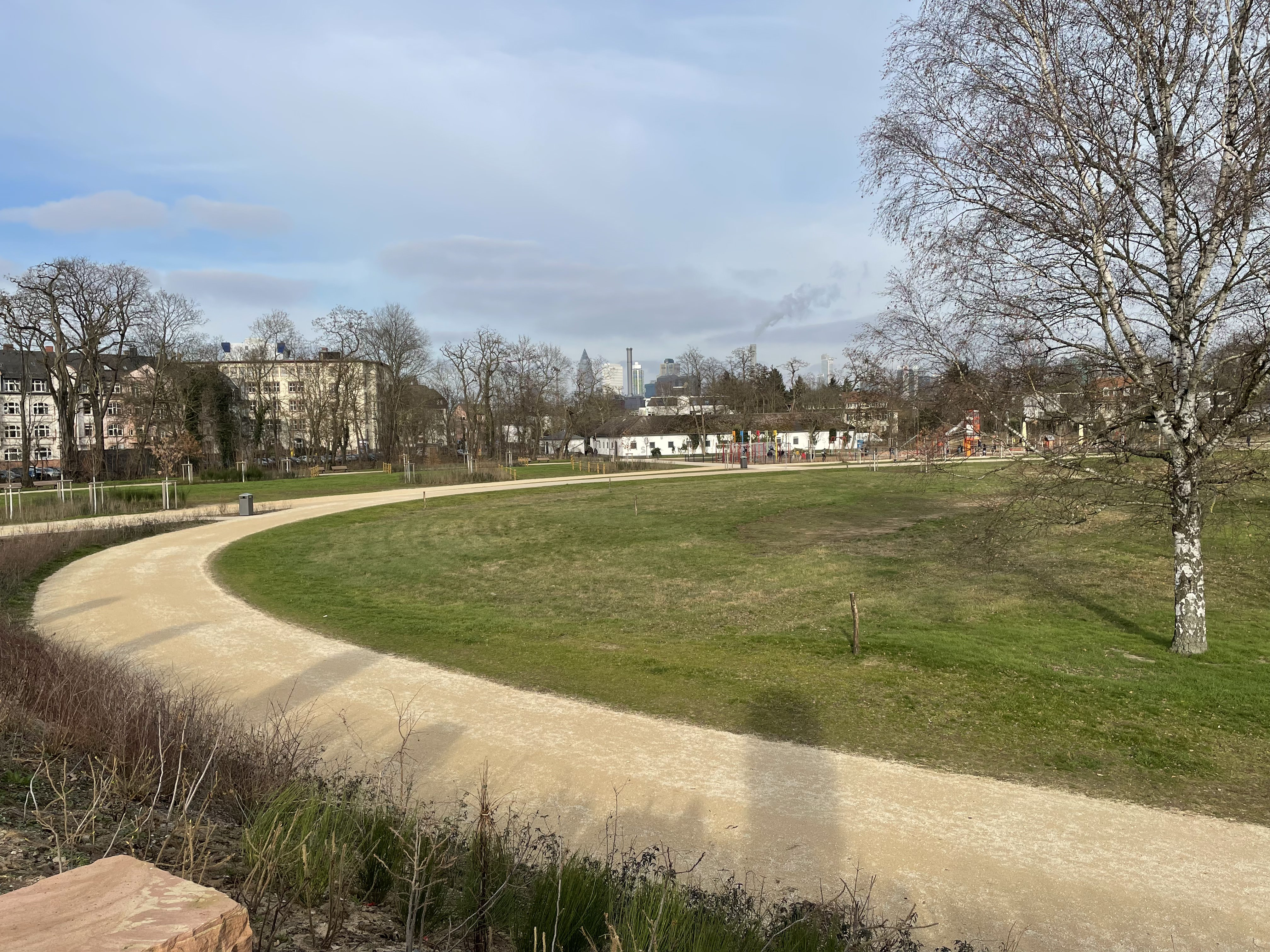
Rennbahnpark Überblick
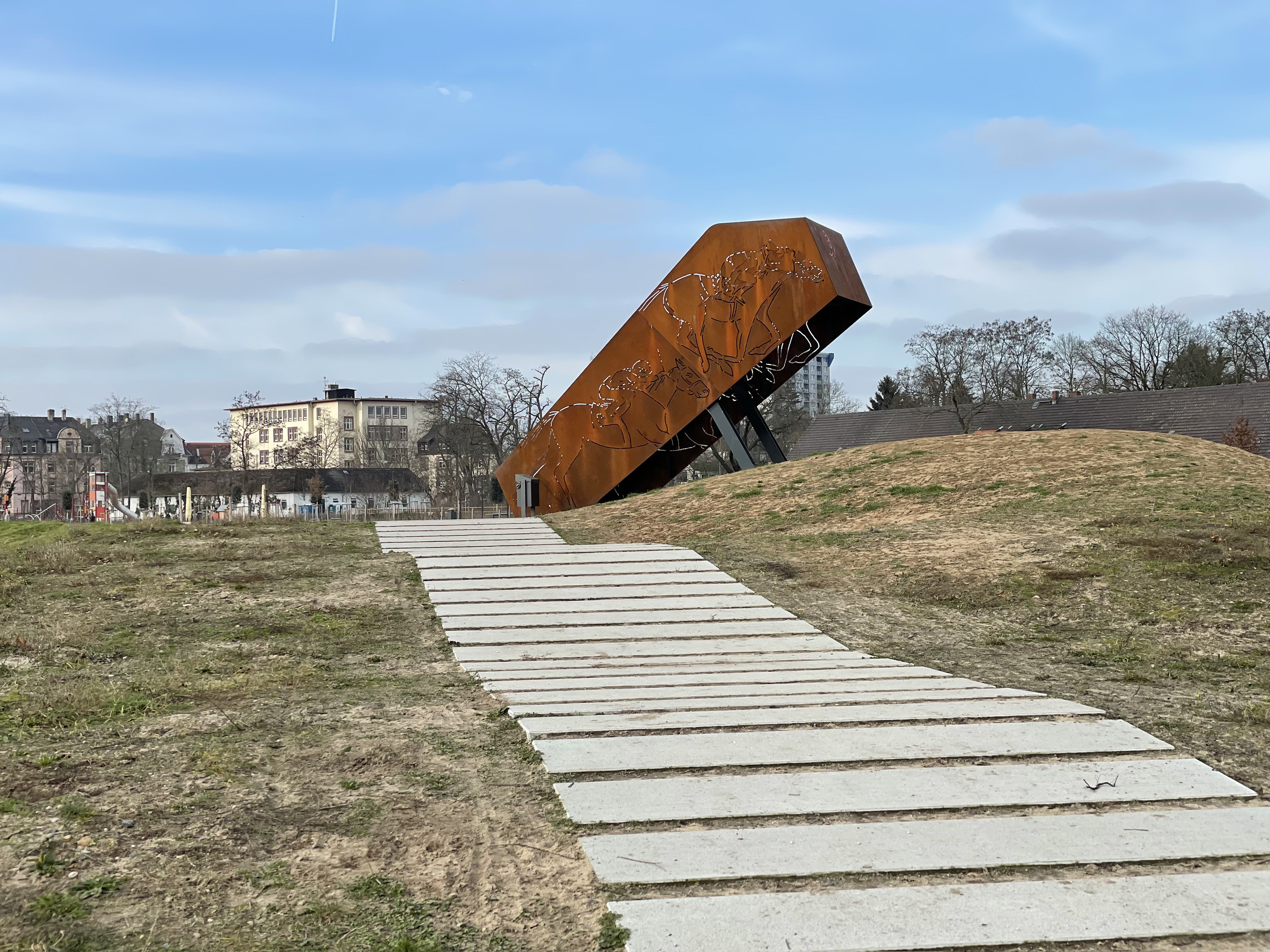
Rennbahnpark Himmelsleiter
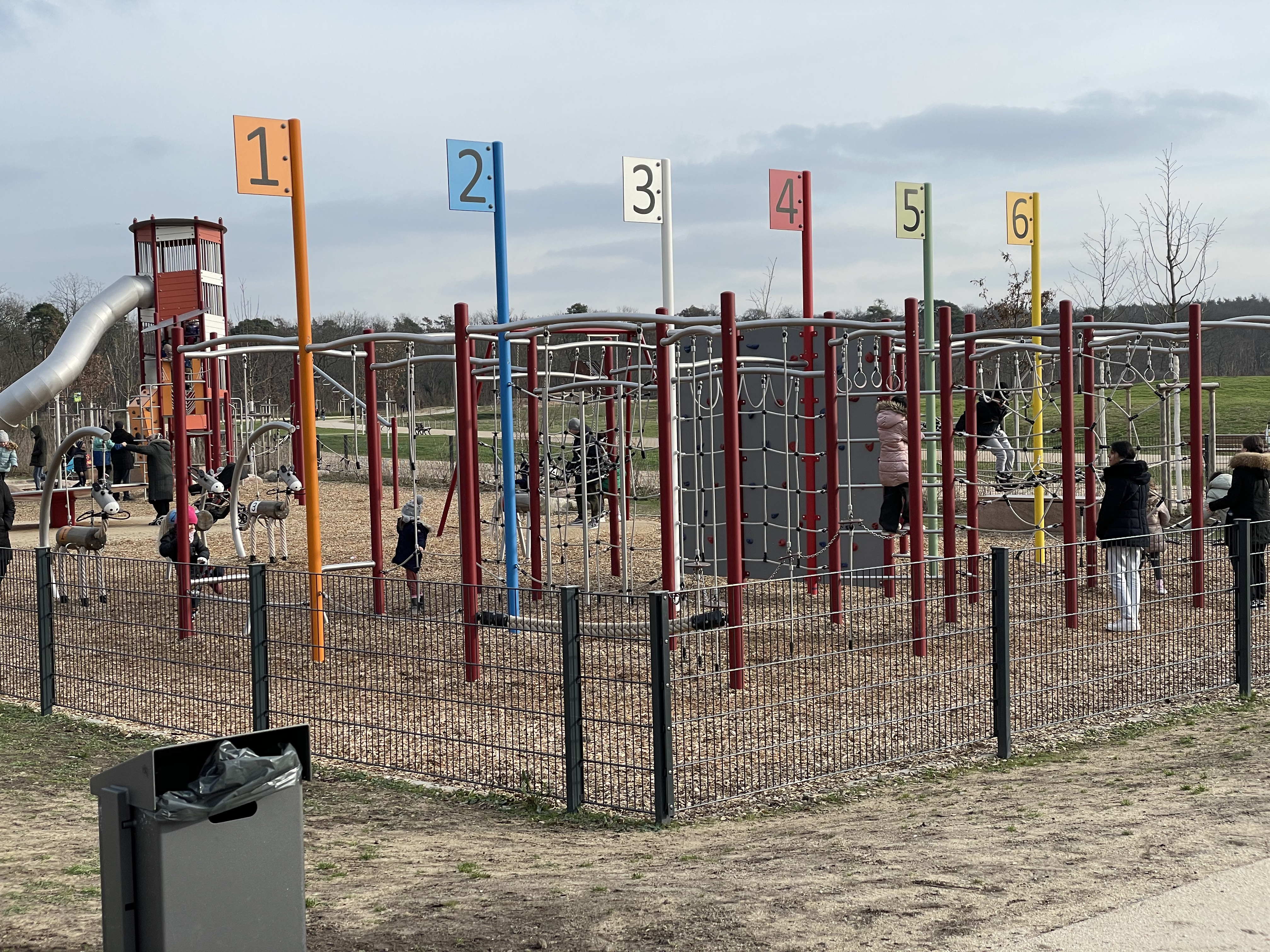
Rennbahnpark Spielplatz